# Schloss Regendorf

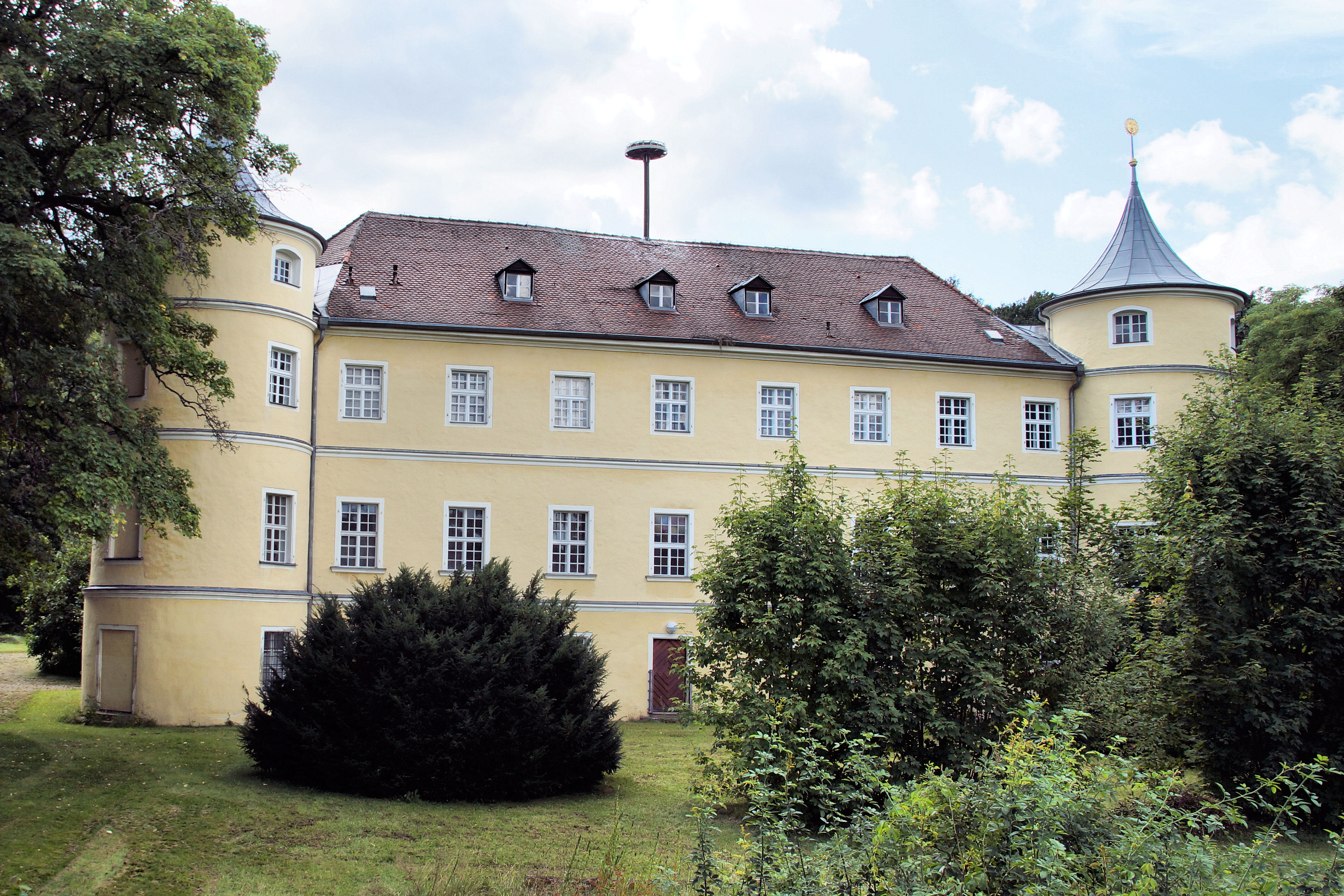
Schloss Regendorf, Ostflügel

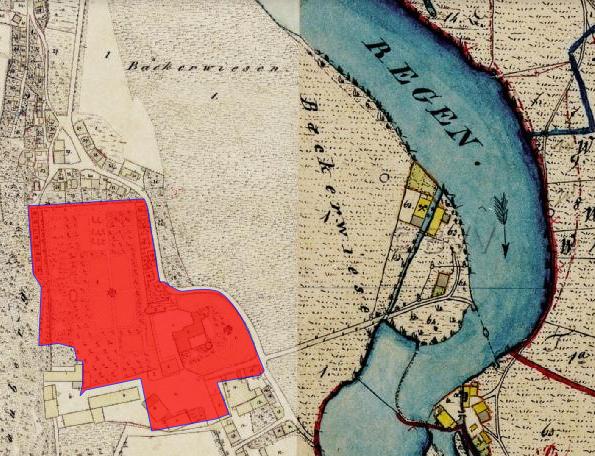
Lageplan von Schloss Regendorf auf dem Urkataster von Bayern

Das Schloss Regendorf ist ein denkmalgeschütztes Gebäude in der Faber-Castell-Str. 5–7 im Gemeindeteil Regendorf der Gemeinde Zeitlarn im Landkreis Regensburg (Bayern). Es ist unter der Aktennummer D-3-75-213-6 als Baudenkmal verzeichnet. „Archäologische Befunde des Mittelalters und der frühen Neuzeit im Bereich des Schlosses von Regendorf, darunter die Spuren von Vorgängerbauten bzw. älterer Bauphasen“ werden zudem als Bodendenkmal unter der Aktennummer D-3-6938-1089 geführt.

## Geschichte
Die Herren von Regendorf, zunächst als „Herren von Regeldorf“ bezeichnet, wurden Anfang des 13. Jahrhunderts erstmals erwähnt. 1490 ist Hans Regeldorfer zu Regeldorf (heute Regendorf) und Wolfsegg in der Landtafel eingetragen; dieser Regeldorfer († nach 16. August 1505) war Pfleger zu Altmannstein und Richter in Stadtamhof. 1475 erscheint er im Gefolge des Herzogs Ludwig IX. bei der Landshuter Hochzeit. Sein mutmaßlicher Bruder war Roger Regeldorfer, Abt im Kloster Prüfening. Hans Regeldorfer war zweimal verheiratet: Die erste Ehe schloss er mit Agathe Ried von Kölnbach († 1479), die zweite mit Margarethe von Muggenthal zu Eichhofen. Er hinterließ zwei Töchter und keinen männlichen Nachkommen, und so kam Regendorf nach seinem Tod als Mannlehen wieder in andere Hände.
1515 wurde das Schloss neu errichtet für den damaligen Besitzer, den Regensburger Reichsmünzmeister Martin Lerch († am 21. Februar 1538 in Regendorf). Dieser musste für den Totschlag an einem Münzknecht 1513 eine Kreuzigungsgruppe errichten lassen. Diese befindet sich heute in der Apsis der Minoritenkirche von Regensburg.
1699 verkaufte Franziska Adelheid von Braittenburg Schloss und Hofmark Regendorf an Philipp Anton Leopold Freiherr von Oberndorff, der der Oberpfälzer Linie der Familie Oberndorff entstammte. Sie bauten das Schloss um 1840 um und erhöhten es um ein Stockwerk. 1884 wurde Schloss Regendorf an den Reichsrat Freiherr von Faber in Stein bei Nürnberg und später an die Grafen Faber-Castell verkauft. Von diesen erwarb es 1916 der königlich-bayerische Kämmerer Eduard von Harnier (1860–1947), der Vater des Widerstandskämpfers Adolf von Harnier. Da die Familie von Harnier den nationalsozialistischen Behörden als anti-nationalsozialistisch bekannt war, musste sie 1936 das Schloss räumen und an die Stadt Regensburg verkaufen. Von 2022 bis 2024 wurde das Schloss aufwendig umgebaut und kernsaniert. Heute befindet sich das Schloss in Privatbesitz.

## Baubeschreibung
Das Schloss Regendorf ist eine im Kern von 1515 stammende Anlage aus zwei parallel angelegten Flügelbauten, die in der Mitte durch einen Zwischenbau verbunden sind. Das Hauptgebäude ist ein dreigeschossiger Walmdachbau über H-förmigem Grundriss. Der östliche Flügel besitzt zwei viergeschossige Rundtürme und eine Gartentreppe. Die Schlosskapelle am Nordende des Osttraktes stammt aus dem Jahr 1688. Bis zum Bau der Regendorfer Kirche 1907 wurde sie auch als Dorfkirche genutzt.
Der ehemalige Marstall ist ein zweigeschossiger Stallstadel mit Halbwalmdach, bezeichnet von 1830. An der Südwestecke befindet sich ein Judenstein mit hebräischer Inschrift. Dieser Grabstein des Schabbataj ben Menachem von 1249 stammt vermutlich vom mittelalterlichen jüdischen Friedhof von Regensburg. Nach der Vertreibung der Juden 1519 aus Regensburg veranlasste der damalige Besitzer des Schlosses Martin Lerch, dass er als Baustein mit eingemauert wurde.
Reste des in Terrassen angelegten Landschaftsgartens mit Treppenhaus aus dem 18. Jahrhundert finden sich westlich des Schlosses. Die Parkeinfriedung, südlich mit Einzäunung, sonst Steinmauer mit Steinpfeilern, stammt von um 1840. Das Gartenhaus, das sogenannte Teehaus, ist ein eingeschossiger Mansardwalmdachbau von Ende des 18. Jahrhunderts. Außerdem sind die Umfassungsmauern eines Turms aus dem 18./19. Jahrhundert erhalten. Ein Gedenkstein für die Gräfin Oberndorff in Form einer Pyramide mit Inschrift stammt von 1843. Der Pavillon ist ein zweigeschossiger Mansardwalmdachbau aus dem Ende des 18. Jahrhunderts. Das sogenannte Gärtnerhaus ist ein eingeschossiger Walmdachbau aus dem 18. Jahrhundert. Erhalten hat sich außerdem ein Tiefbrunnen mit gemauertem Schacht.